# Complesso Monumentale di San Michele a Ripa Grande

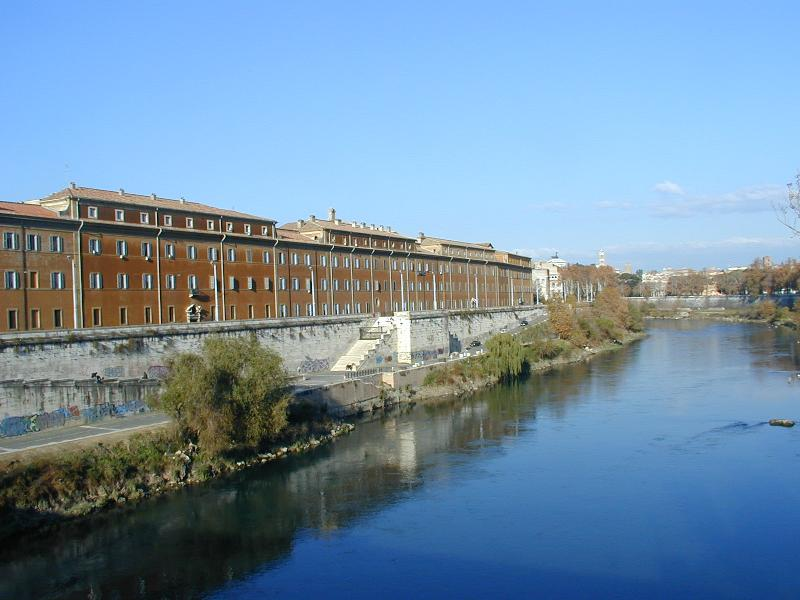
San Michele a Ripa Grande vom Ponte Sublicio aus gesehen

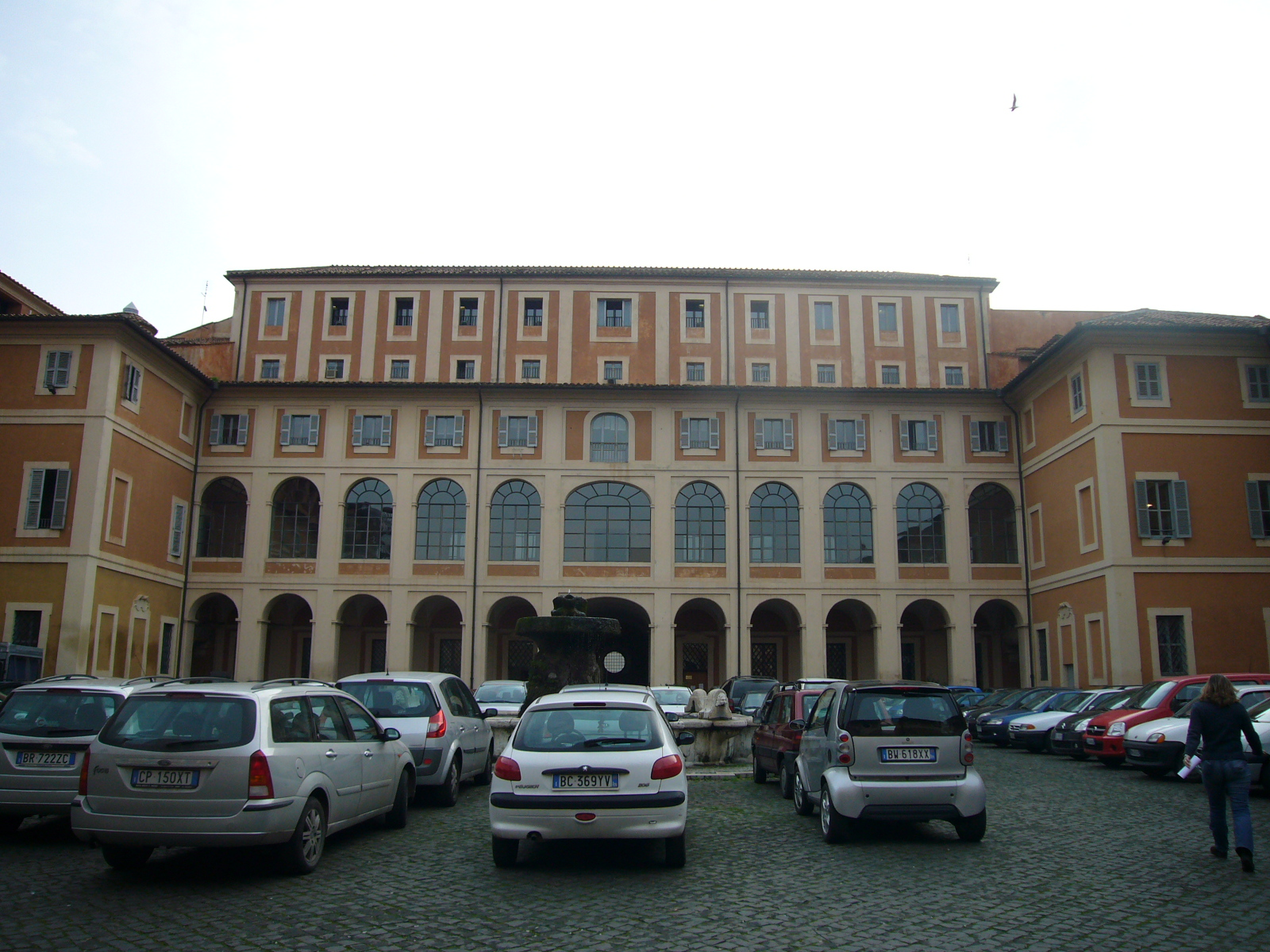
Hof der Jungen

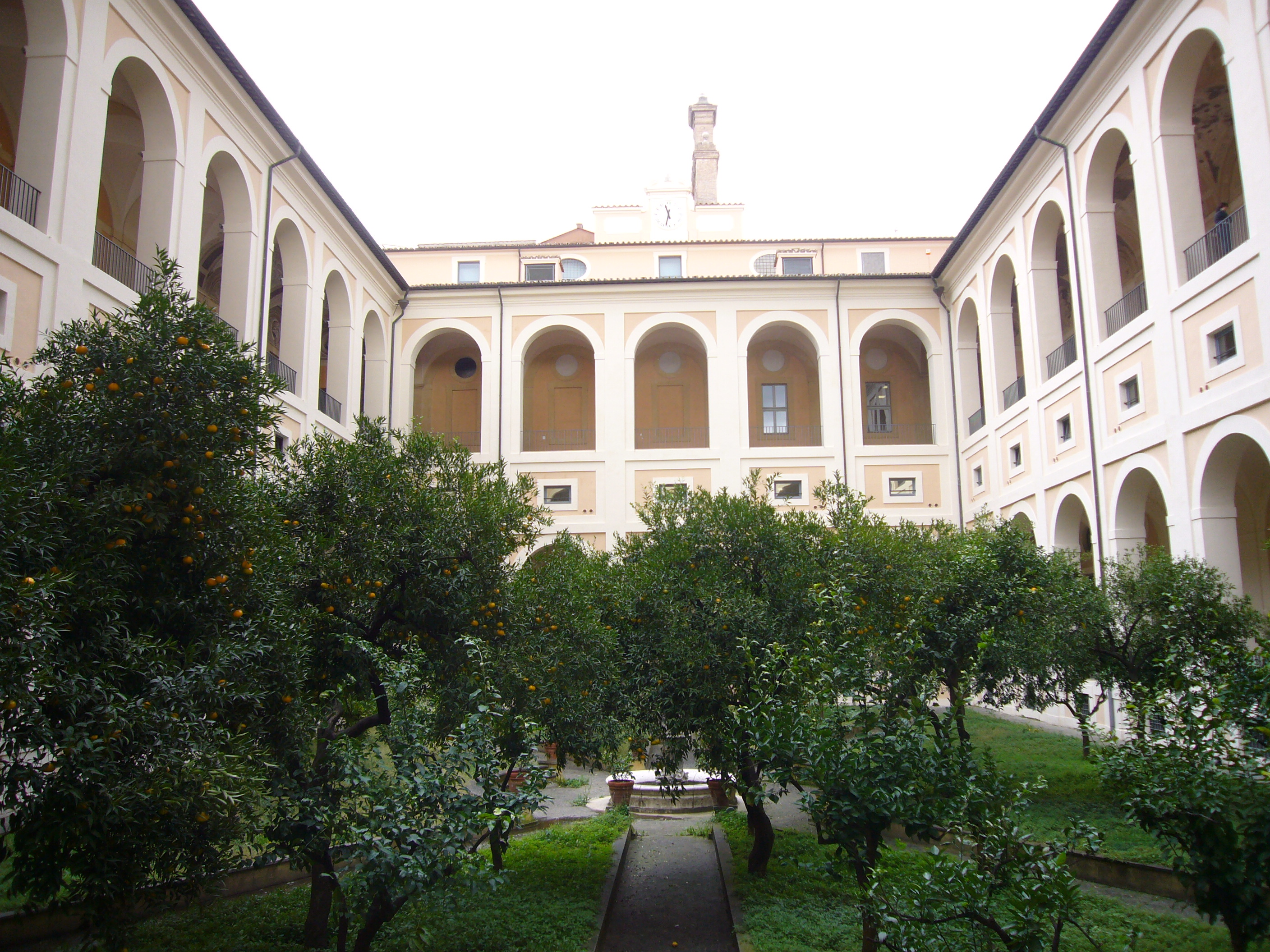
Hof der Alten

Der Complesso Monumentale di San Michele a Ripa Grande ist ein Gebäudekomplex im Stadtteil Trastevere der italienischen Hauptstadt Rom. Das Bauwerk, eines der größten in Rom, befindet sich am rechten Tiberufer zwischen den Brücken Ponte Palatino im Norden und Ponte Sublicio im Süden am ehemaligen Binnenhafen Ripa Grande. Der Complesso monumentale wurde in mehreren Abschnitten zwischen 1686 und 1834 überwiegend im Barockstil zu sozialen Zwecken gebaut. Er diente als Waisenhaus, Armenhaus, Arbeitshaus und Gefängnis. Heute dient er als zweiter Dienstsitz des italienischen Kulturministeriums.

## Geschichte
Monsignore Tommaso Odescalchi, ein Neffe von Papst Innozenz XI., beauftragte 1679 den Architekten Mattia de Rossi mit dem Bau eines Waisenhauses mit angeschlossener Weberei und Bildwirkerei. Dieses erste Gebäude erweiterte man 1693 um ein Haus für behinderte Arme und 1709 um eine Unterkunft für verarmte Alte. Die Erweiterungen bis 1735 umfassten ein Gefängnis, eine Schule, ein Frauengefängnis und eine Zollkaserne. Die Erweiterungen wurden unter anderem von den bekannten Architekten Carlo Fontana
und Ferdinando Fuga geplant. 1790 kamen noch Unterkünfte für „alte Jungfern“ (Zitelle) hinzu. Die Arbeiten an einer Kirche endeten erst 1834.
In späteren Jahren diente der Komplex nur noch als Gefängnis und als Kaserne. Nach dem Zweiten Weltkrieg verfiel die Anlage immer mehr; ein großer Teil wurde von Hausbesetzern in Beschlag genommen. 1969 erwarb die italienische Regierung das Bauwerk und ließ es ab 1973 schrittweise sanieren.

## Beschreibung
Das Gebäude entstand ab Ende des 17. Jahrhunderts auf einem Grundstück der Adelsfamilie Odescalchi, das damals am äußersten Stadtrand von Trastevere lag, einem Stadtteil, in dem seinerzeit hauptsächlich benachteiligte Bevölkerungsschichten lebten. Geprägt wurde der Standort auch vom damaligen Binnenhafen. Der Gebäudekomplex steht auf einer Grundfläche von fast 27.000 Quadratmetern, er ist über 330 Meter lang, rund 80 Meter breit und bis zu 25 Meter hoch. Trotz der einheitlichen Gebäudefront am Tiberufer untergliedert er sich im Inneren entsprechend der baugeschichtlichen Entwicklung in sechs Trakte mit zwei größeren Innenhöfen, dem der „Jungen“ und dem der „Alten“, sowie einer Reihe kleinerer Höfe. Die weitere Untergliederung richtete sich nach dem untergebrachten Personenkreis (auch nach Geschlechtern getrennt) und nach den Produktionsbereichen. Entlang des Tiberufers befanden sich im Erdgeschoss Ladengeschäfte. In dem Gebäudekomplex befindet sich die Kirche San Salvatore degli invalidi e San Michele und eine Kapelle, die an der Stelle der alten Kirche Santa Maria del Buon Viaggio eingerichtet wurde. Letztere war auch vom Hafen aus unter anderem für Reisende zugänglich.